# قائمة الأرقام القياسية البارالمبية في السباحة
تعترف اللجنة البارالمبية الدولية بأسرع الأداء في مسابقات السباحة في الألعاب البارالمبية. كانت السباحة جزءًا من كل الألعاب البارالمبية الصيفية.
تقام السباقات بأربعة أنواع من السباحة: السباحة الحرة، والسباحة على الظهر، والسباحة على الصدر، والسباحة الفراشة على مسافات مختلفة وفي سباقات فردية أو تتابعية. تجمع أحداث السباحة المتنوعة بين جميع أنواع السباحة الأربع، إما كشكل فردي (السباحة بالترتيب: الفراشة، سباحة الظهر، سباحة الصدر، سباحة حرة) أو كشكل تتابع جماعي (السباحة بالترتيب: الظهر، سباحة الصدر، سباحة الفراشة، سباحة حرة). يتم تخصيص تصنيف للمتسابقين بناءً على قدرتهم في الماء، مع توفر السجلات لكل حدث في كل تصنيف.
- 1-10: الإعاقة الجسدية: الفئات إس1، إس بي 1، إس إم 1 للرياضيين الأقل قدرة جسدية؛ إس 10، إس بي 9، إس إم 10 لأولئك الذين لديهم أكبر قدرة في الماء.
- 11-13: ضعف البصر: من الفئة إس 11 للرياضيين المكفوفين كليًا، إلى الفئة إس 13 للرياضيين الذين لديهم بعض الرؤية، ولكنهم يُعتبرون مكفوفين قانونيًا.
- 14: الإعاقة الذهنية.

لا يتم تقديم جميع الأحداث في كل دورة ألعاب بارالمبية. يتم اتخاذ القرار من قبل اللجنة البارالمبية الدولية على أساس عوامل بما في ذلك وجود ما لا يقل عن 6 رياضيين من ما لا يقل عن 4 لجان بارالمبية وطنية لجعل السباق قابلاً للتطبيق. بالإضافة إلى ذلك، يجب أن يكون الحدث قد أقيم أيضًا في الألعاب السابقة، أو في بطولة العالم للسباحة من اللجنة البارالمبية الدولية التي أقيمت بين الألعاب. في المجمل، هناك هدف لتوفير ما لا يقل عن 7 أحداث فردية و2 أحداث تتابع لجميع الفئات، بإجمالي 140 حدثًا يتم التنافس عليها في كل دورة ألعاب. إن نظام التصنيف الحالي مستخدم منذ دورة الألعاب الأولمبية في سيدني عام 2000.

## سجلات الرجال

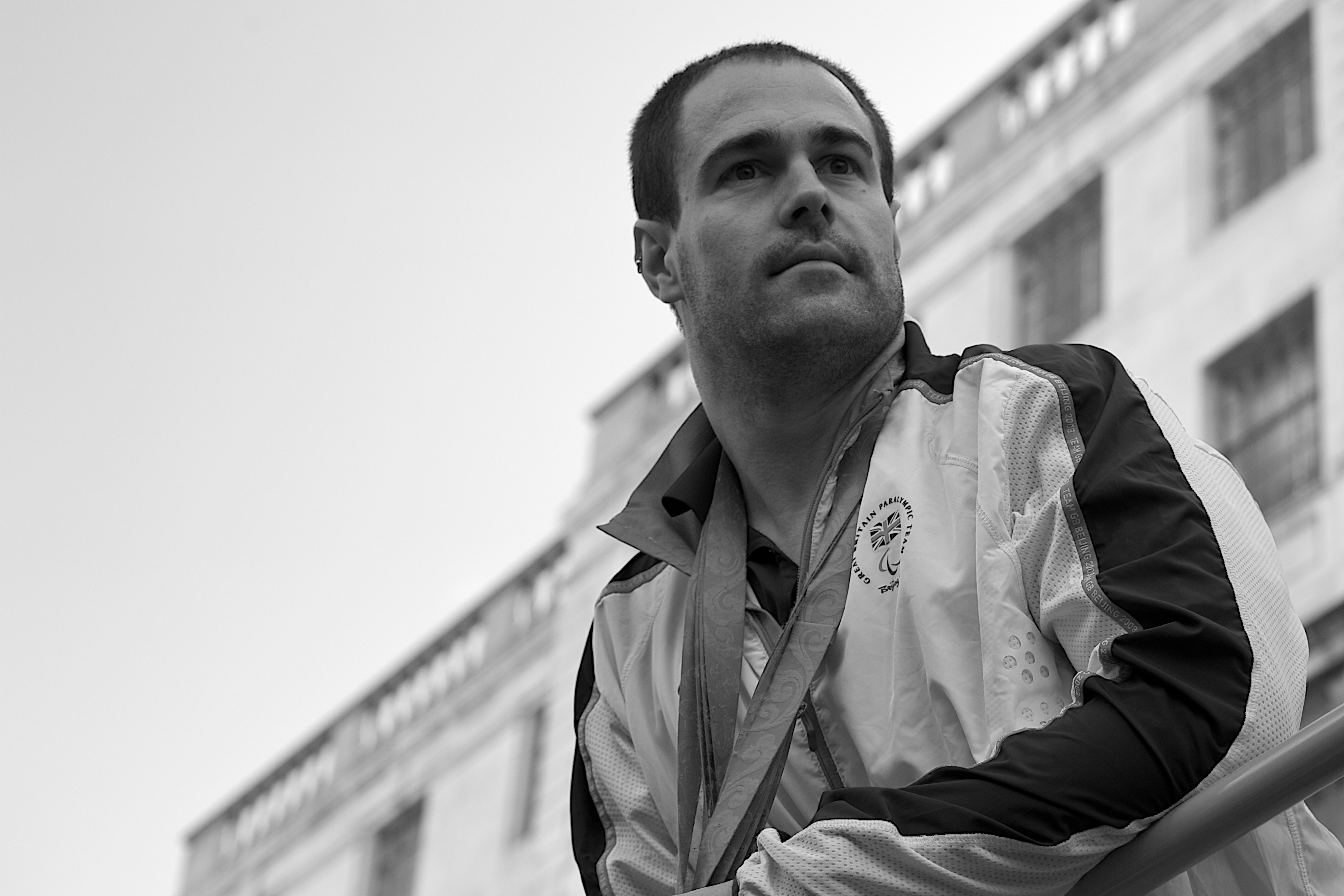
ديفيد روبرتس (المملكة المتحدة)

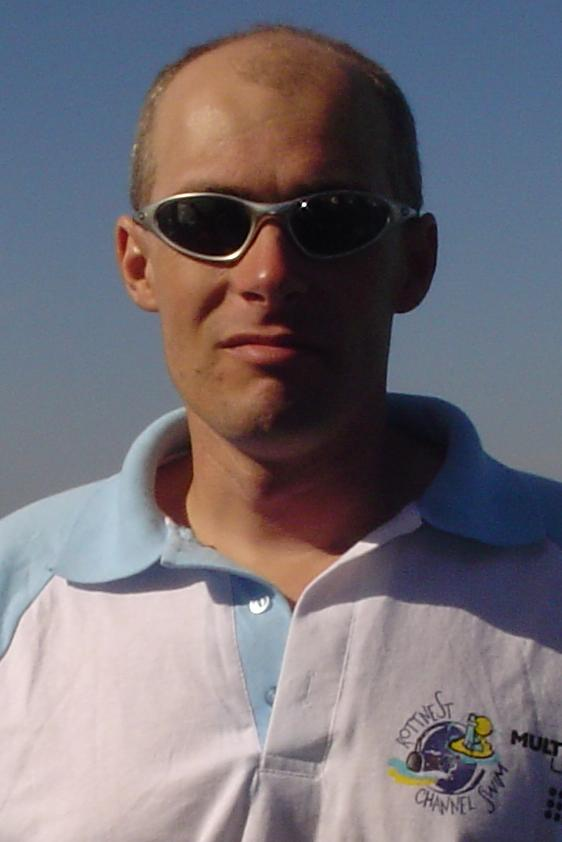
كينغسلي بوغارين (أستراليا)

### 50 متر سباحة حرة
| الحدث            | الفئة | الوقت   |       | الاسم             | البلد         | التاريخ        | الألعاب    | الموقع                  | م.     |
| ---------------- | ----- | ------- | ----- | ----------------- | ------------- | -------------- | ---------- | ----------------------- | ------ |
| 50 متر سباحة حرة | إس 1  | 1:03.93 | †     | إسحاق ماميستفالوف | إسرائيل       | 3 سبتمبر 2012  | ألعاب 2012 | لندن، المملكة المتحدة   |        |
| 50 متر سباحة حرة | إس 2  | 50.65   | †, WR | زو ليانكانغ       | الصين         | 11 سبتمبر 2016 | ألعاب 2016 | ريو دي جانيرو، البرازيل | [ 3 ]  |
| 50 متر سباحة حرة | إس 3  | 39.24   |       | هوانغ وينبان      | الصين         | 13 سبتمبر 2016 | ألعاب 2016 | ريو دي جانيرو، البرازيل | [ 4 ]  |
| 50 متر سباحة حرة | إس 4  | 35.61   | WR    | سيباستيان مسابي   | كندا          | 6 سبتمبر 2024  | ألعاب 2024 | باريس، فرنسا            | [ 5 ]  |
| 50 متر سباحة حرة | إس 5  | 29.33   | WR    | قوه جينتشنغ       | الصين         | 5 سبتمبر 2024  | ألعاب 2024 | باريس، فرنسا            | [ 6 ]  |
| 50 متر سباحة حرة | إس 6  | 28.57   | WR    | شو تشينغ          | الصين         | 4 سبتمبر 2012  | ألعاب 2012 | لندن، المملكة المتحدة   | [ 7 ]  |
| 50 متر سباحة حرة | إس 7  | 26.38   | WR    | أندري تروسوف      | أوكرانيا      | 4 سبتمبر 2024  | ألعاب 2024 | باريس، فرنسا            | [ 8 ]  |
| 50 متر سباحة حرة | إس 8  | 25.82   |       | دينيس تاراسوف     | روسيا         | 3 سبتمبر 2012  | ألعاب 2012 | لندن، المملكة المتحدة   | [ 9 ]  |
| 50 متر سباحة حرة | إس 9  | 23.90   | WR    | سيمون بارلام      | إيطاليا       | 2 سبتمبر 2024  | ألعاب 2024 | باريس، فرنسا            | [ 10 ] |
| 50 متر سباحة حرة | إس 10 | 23.16   | WR    | أندريه برازيل     | البرازيل      | 31 أغسطس 2012  | ألعاب 2012 | لندن، المملكة المتحدة   | [ 11 ] |
| 50 متر سباحة حرة | إس 11 | 25.27   | WR    | يانغ بوزون        | الصين         | 1 سبتمبر 2012  | ألعاب 2012 | لندن، المملكة المتحدة   | [ 12 ] |
| 50 متر سباحة حرة | إس 12 | 23.43   |       | ماكسيم فيراكسا    | أوكرانيا      | 14 سبتمبر 2008 | ألعاب 2008 | بكين، الصين             | [ 13 ] |
| 50 متر سباحة حرة | إس 13 | 23.21   |       | إيهار بوكي        | روسيا البيضاء | 29 أغسطس 2021  | ألعاب 2020 | طوكيو، اليابان          | [ 14 ] |

### 100 متر سباحة حرة
| الحدث             | الفئة | الوقت   |       | الاسم              | البلد            | التاريخ        | الألعاب    | الموقع                  | م.     |
| ----------------- | ----- | ------- | ----- | ------------------ | ---------------- | -------------- | ---------- | ----------------------- | ------ |
| 100 متر سباحة حرة | إس 1  | 2:15.83 | †     | إسحاق ماميستفالوف  | إسرائيل          | 1 سبتمبر 2012  | ألعاب 2012 | لندن، المملكة المتحدة   |        |
| 100 متر سباحة حرة | إس 2  | 1:46.63 | †, WR | ليو بينينغ         | الصين            | 11 سبتمبر 2016 | ألعاب 2016 | ريو دي جانيرو، البرازيل | [ 15 ] |
| 100 متر سباحة حرة | إس 3  | 1:34.32 | †     | دميترو فينوهراداتس | أوكرانيا         | 15 سبتمبر 2016 | ألعاب 2016 | ريو دي جانيرو، البرازيل | [ 16 ] |
| 100 متر سباحة حرة | إس 4  | 1:19.33 | h     | عامي عمر داداون    | إسرائيل          | 30 أغسطس 2024  | ألعاب 2024 | باريس، فرنسا            | [ 17 ] |
| 100 متر سباحة حرة | إس 5  | 1:07.77 |       | أولكسندر كوماروف   | أوكرانيا         | 30 أغسطس 2024  | ألعاب 2024 | باريس، فرنسا            | [ 18 ] |
| 100 متر سباحة حرة | إس 6  | 1:03.12 |       | أنطونيو فانتين     | إيطاليا          | 5 سبتمبر 2024  | ألعاب 2024 | باريس، فرنسا            | [ 19 ] |
| 100 متر سباحة حرة | إس 7  | 1:00.35 |       | ديفيد روبرتس       | بريطانيا العظمى  | 2008 سبتمبر 08 | ألعاب 2008 |                         | [ 20 ] |
| 100 متر سباحة حرة | إس 8  | 56.58   |       | وانغ ينان          | الصين            | 6 سبتمبر 2012  |            | [ 21 ]                  |        |
| 100 متر سباحة حرة | إس 9  | 52.43   |       | سيمون بارلام       | إيطاليا          | 1 سبتمبر 2024  | ألعاب 2024 | باريس، فرنسا            | [ 22 ] |
| 100 متر سباحة حرة | إس 10 | 50.64   | WR    | ماكسيم كريباك      | أوكرانيا         | 28 أغسطس 2021  | ألعاب 2020 | طوكيو، اليابان          |        |
| 100 متر سباحة حرة | إس 11 | 56.15   | WR    | برادلي سنايدر      | الولايات المتحدة | 15 سبتمبر 2016 | ألعاب 2016 | ريو دي جانيرو، البرازيل | [ 23 ] |
| 100 متر سباحة حرة | إس 12 | 51.40   |       | ماكسيم فيراكسا     | أوكرانيا         | 4 سبتمبر 2012  | ألعاب 2012 |                         | [ 24 ] |
| 100 متر سباحة حرة | إس 13 | 50.90   |       | إيهار بوكي         | روسيا البيضاء    | 16 سبتمبر 2016 | ألعاب 2016 | ريو دي جانيرو، البرازيل | [ 25 ] |

### 200 متر سباحة حرة
| الحدث             | الفئة | الوقت   |    | الاسم              | البلد           | التاريخ        | الألعاب    | الموقع                  | م.     |
| ----------------- | ----- | ------- | -- | ------------------ | --------------- | -------------- | ---------- | ----------------------- | ------ |
| 200 متر سباحة حرة | إس 1  | 4:41.79 |    | كاميل أوتوفسكي     | بولندا          | 2 سبتمبر 2024  | ألعاب 2024 | باريس، فرنسا            | [ 26 ] |
| 200 متر سباحة حرة | إس 2  | 3:41.54 | WR | ليو بينينغ         | الصين           | 11 سبتمبر 2016 | ألعاب 2016 | ريو دي جانيرو، البرازيل | [ 27 ] |
| 200 متر سباحة حرة | إس 3  | 3:09.04 | WR | هوانغ وينبان       | الصين           | 15 سبتمبر 2016 | ألعاب 2016 | ريو دي جانيرو، البرازيل | [ 28 ] |
| 200 متر سباحة حرة | إس 4  | 2:44.84 | WR | عامي عمر داداون    | إسرائيل         | 30 أغسطس 2021  | ألعاب 2020 | طوكيو، اليابان          | [ 29 ] |
| 200 متر سباحة حرة | إس 5  | 2:25.99 |    | فرانشيسكو بوكياردو | إيطاليا         | 29 أغسطس 2024  | ألعاب 2024 | باريس، فرنسا            | [ 30 ] |
| 200 متر سباحة حرة | إس 6  | 2:27.43 |    | أندرس أولسون       | السويد          | 26 سبتمبر 2004 | ألعاب 2004 | أثينا، اليونان          |        |
| 200 متر سباحة حرة | إس 14 | 1:51.30 | WR | ويليام إلارد       | بريطانيا العظمى | 31 أغسطس 2024  | ألعاب 2024 | باريس، فرنسا            | [ 31 ] |

### 400 متر سباحة حرة
| الحدث             | الفئة | الوقت   |    | الاسم         | البلد            | التاريخ        | الألعاب    | الموقع                  | م.     |
| ----------------- | ----- | ------- | -- | ------------- | ---------------- | -------------- | ---------- | ----------------------- | ------ |
| 400 متر سباحة حرة | إس 6  | 4:48.31 |    | أندرس أولسون  | السويد           | 14 سبتمبر 2008 | ألعاب 2008 | بكين، الصين             | [ 32 ] |
| 400 متر سباحة حرة | إس 7  | 4:31.06 | WR | مارك ماليار   | إسرائيل          | 29 أغسطس 2021  | ألعاب 2020 | طوكيو، اليابان          | [ 33 ] |
| 400 متر سباحة حرة | إس 8  | 4:21.89 |    | أوليفر هيند   | بريطانيا العظمى  | 8 سبتمبر 2016  | ألعاب 2016 | ريو دي جانيرو، البرازيل | [ 34 ] |
| 400 متر سباحة حرة | إس 9  | 4:10.25 |    | ويليام مارتن  | أستراليا         | 25 أغسطس 2021  | ألعاب 2020 | طوكيو، اليابان          | [ 35 ] |
| 400 متر سباحة حرة | إس 10 | 3:57.71 | WR | ماكسيم كريباك | أوكرانيا         | 15 سبتمبر 2016 | ألعاب 2016 | ريو دي جانيرو، البرازيل | [ 36 ] |
| 400 متر سباحة حرة | إس 11 | 4:20.83 | WR | جون مورغان    | الولايات المتحدة | 7 سبتمبر 1992  | ألعاب 1992 | Barcelona، إسبانيا      |        |
| 400 متر سباحة حرة | إس 12 | 4:05.99 |    | كيليان بورتال | فرنسا            | 31 أغسطس 2024  | ألعاب 2024 | باريس، فرنسا            | [ 37 ] |
| 400 متر سباحة حرة | إس 13 | 3:55.62 |    | إيهار بوكي    | روسيا البيضاء    | 12 سبتمبر 2016 | ألعاب 2016 | ريو دي جانيرو، البرازيل | [ 38 ] |

### 50 متر سباحة على الظهر
| الحدث                   | الفئة | الوقت |       | الاسم          | البلد          | التاريخ        | الألعاب    | الموقع                  | م.     |
| ----------------------- | ----- | ----- | ----- | -------------- | -------------- | -------------- | ---------- | ----------------------- | ------ |
| 50 مترًا سباحة على الظهر | إس 1  | 59.96 | †, WR | هينادي بويكو   | أوكرانيا       | 9 سبتمبر 2016  | ألعاب 2016 | ريو دي جانيرو، البرازيل | [ 39 ] |
| 50 مترًا سباحة على الظهر | إس 2  | 47.17 | WR    | زو ليانكانغ    | الصين          | 15 سبتمبر 2016 | ألعاب 2016 | ريو دي جانيرو، البرازيل | [ 40 ] |
| 50 مترًا سباحة على الظهر | إس 3  | 42.21 | †, WR | مين بيونغ إيون | كوريا الجنوبية | 2 سبتمبر 2012  | ألعاب 2012 | لندن، المملكة المتحدة   | [ 41 ] |
| 50 مترًا سباحة على الظهر | إس 4  | 40.99 | WR    | رومان جدانوف   | آر بي سي       | 3 سبتمبر 2021  | ألعاب 2020 | طوكيو، اليابان          | [ 42 ] |
| 50 مترًا سباحة على الظهر | إس 5  | 31.42 | WR    | تشنغ تاو       | الصين          | 30 أغسطس 2021  | ألعاب 2020 | طوكيو، اليابان          | [ 43 ] |

### 100 متر سباحة على الظهر
| الحدث                   | الفئة | الوقت   |       | الاسم           | البلد                            | التاريخ       | الألعاب    | الموقع                  | م.     |
| ----------------------- | ----- | ------- | ----- | --------------- | -------------------------------- | ------------- | ---------- | ----------------------- | ------ |
| 100 متر سباحة على الظهر | إس 1  | 2:08.01 | WR    | هينادي بويكو    | أوكرانيا                         | 9 سبتمبر 2016 | ألعاب 2016 | ريو دي جانيرو، البرازيل | [ 44 ] |
| 100 متر سباحة على الظهر | إس 2  | 1:45.25 | WR    | زو ليانكانغ     | الصين                            | 9 سبتمبر 2016 | ألعاب 2016 | ريو دي جانيرو، البرازيل | [ 45 ] |
| 100 متر سباحة على الظهر | إس 6  | 1:10.84 | WR    | تشنغ تاو        | الصين                            | 8 سبتمبر 2016 | ألعاب 2016 | ريو دي جانيرو، البرازيل | [ 46 ] |
| 100 متر سباحة على الظهر | إس 7  | 1:08.14 |       | أندري تروسوف    | أوكرانيا                         | 30 أغسطس 2021 | ألعاب 2020 | طوكيو، اليابان          | [ 47 ] |
| 100 متر سباحة على الظهر | إس 8  | 1:02.55 | WR    | روبرت جريسوولد  | الولايات المتحدة                 | 27 أغسطس 2021 | ألعاب 2020 | طوكيو، اليابان          | [ 48 ] |
| 100 متر سباحة على الظهر | إس 9  | 1:00.76 |       | ياهور شخالكاناو | الرياضيون البارالمبيون المحايدين | 3 سبتمبر 2024 | ألعاب 2024 | باريس، فرنسا            | [ 49 ] |
| 100 متر سباحة على الظهر | إس 10 | 57.19   | WR    | ماكسيم كريباك   | أوكرانيا                         | 2 سبتمبر 2021 | ألعاب 2020 | طوكيو، اليابان          | [ 50 ] |
| 100 متر سباحة على الظهر | إس 11 | 1:05.84 | WR    | ميخايلو سيربين  | أوكرانيا                         | 1 سبتمبر 2024 | ألعاب 2024 | باريس، فرنسا            | [ 51 ] |
| 100 متر سباحة على الظهر | إس 12 | 59.02   | WR    | ستيفن كليج      | بريطانيا العظمى                  | 31 أغسطس 2024 | ألعاب 2024 | باريس، فرنسا            | [ 52 ] |
| 100 متر سباحة على الظهر | إس 13 | 56.36   | WR    | إيهار بوكي      | روسيا البيضاء                    | 26 أغسطس 2021 | ألعاب 2020 | طوكيو، اليابان          | [ 53 ] |
| 100 متر سباحة على الظهر | إس 14 | 56.52   | h, WR | بنيامين هانس    | أستراليا                         | 6 سبتمبر 2024 | ألعاب 2024 | باريس، فرنسا            | [ 54 ] |

### 200 متر سباحة على الظهر
| الحدث                   | الفئة | الوقت   |  | الاسم          | البلد            | التاريخ        | الألعاب    | الموقع | م. |
| ----------------------- | ----- | ------- |  | -------------- | ---------------- | -------------- | ---------- | ------ | -- |
| 200 متر سباحة على الظهر | إس 11 | 2:33.42 |  | جون مورغان     | الولايات المتحدة | 1992 سبتمبر 08 | ألعاب 1992 |        |    |
| 200 متر سباحة على الظهر | إس 12 | 2:33.14 |  | كريستوفر هولمز | بريطانيا العظمى  | 1992 سبتمبر 08 | ألعاب 1992 |        |    |
| 200 متر سباحة على الظهر | إس 13 | 2:22.55 |  | نويل بيدرسن    | النرويج          | 1992 سبتمبر 08 | ألعاب 1992 |        |    |

### 50 متر سباحة على الصدر
| الحدث                  | الفئة    | الوقت   |    | الاسم              | البلد    | التاريخ        | الألعاب    | الموقع                  | م.     |
| ---------------------- | -------- | ------- | -- | ------------------ | -------- | -------------- | ---------- | ----------------------- | ------ |
| 50 متر سباحة على الصدر | إس بي 1  | 1:23.16 |    | ألياكسى طلالي      | بيلاروس  | 31 أغسطس 2021  | ألعاب 2020 | طوكيو، اليابان          |        |
| 50 متر سباحة على الصدر | إس بي 2  | 50.65   | WR | هوانغ وينبان       | الصين    | 14 سبتمبر 2016 | ألعاب 2016 | ريو دي جانيرو، البرازيل | [ 55 ] |
| 50 متر سباحة على الصدر | إس بي 3  | 46.49   | WR | رومان جدانوف       | آر بي سي | 25 أغسطس 2021  | ألعاب 2020 | طوكيو، اليابان          | [ 56 ] |
| 50 متر سباحة على الصدر | إس بي 11 | 32.45   | †  | يانغ بوزون         | الصين    | 3 سبتمبر 2012  | ألعاب 2012 | لندن، المملكة المتحدة   |        |
| 50 متر سباحة على الصدر | إس بي 12 | 30.52   | †  | أولادزيمير إيزوتاو | بيلاروس  | 8 سبتمبر 2012  | ألعاب 2012 | لندن، المملكة المتحدة   |        |
| 50 متر سباحة على الصدر | إس بي 13 | 29.90   | †  | أوليكسي فيدينا     | أوكرانيا | 8 سبتمبر 2012  | ألعاب 2012 | لندن، المملكة المتحدة   |        |

### 100 متر سباحة على الصدر
| الحدث                   | الفئة    | الوقت   |       | الاسم                | البلد     | التاريخ        | الألعاب    | الموقع                  | م.     |
| ----------------------- | -------- | ------- | ----- | -------------------- | --------- | -------------- | ---------- | ----------------------- | ------ |
| 100 متر سباحة على الصدر | إس بي 4  | 1:31.96 | WR    | ديمتري تشيرنيايف     | RPC       | 29 أغسطس 2021  | ألعاب 2020 | طوكيو، اليابان          | [ 57 ] |
| 100 متر سباحة على الصدر | إس بي 5  | 1:25.13 | WR    | أندريه جرانيتشكا     | آر بي سي  | 28 أغسطس 2021  | ألعاب 2020 | طوكيو، اليابان          | [ 58 ] |
| 100 متر سباحة على الصدر | إس بي 6  | 1:18.34 |       | يانغ هونغ            | الصين     | 1 سبتمبر 2024  | ألعاب 2024 | باريس، فرنسا            | [ 59 ] |
| 100 متر سباحة على الصدر | إس بي 7  | 1:10.55 |       | كارلوس سيرانو زاراتي | كولومبيا  | 30 أغسطس 2024  | ألعاب 2024 | باريس، فرنسا            | [ 60 ] |
| 100 متر سباحة على الصدر | إس بي 8  | 1:07.01 | WR    | أندري كالينا         | أوكرانيا  | 9 سبتمبر 2008  | ألعاب 2008 | بكين، الصين             | [ 61 ] |
| 100 متر سباحة على الصدر | إس بي 9  | 1:04.02 | WR    | بافل بولتافتسيف      | روسيا     | 8 سبتمبر 2012  | ألعاب 2012 | لندن، المملكة المتحدة   | [ 62 ] |
| 100 متر سباحة على الصدر | إس بي 11 | 1:10.08 | WR    | يانغ بوزون           | الصين     | 13 سبتمبر 2016 | ألعاب 2016 | ريو دي جانيرو، البرازيل | [ 63 ] |
| 100 متر سباحة على الصدر | إس بي 12 | 1:04.83 |       | نورداوليت زوماغالي   | كازاخستان | 5 سبتمبر 2024  | ألعاب 2024 | باريس، فرنسا            | [ 64 ] |
| 100 متر سباحة على الصدر | إس بي 13 | 1:01.84 | h, WR | تاليسو إنجل          | ألمانيا   | 5 سبتمبر 2024  | ألعاب 2024 | باريس، فرنسا            | [ 65 ] |
| 100 متر سباحة على الصدر | SB14     | 1:03.77 |       | ناوهيدي ياماغوتشي    | اليابان   | 29 أغسطس 2021  | ألعاب 2020 | طوكيو، اليابان          | [ 66 ] |

### 200 متر سباحة على الصدر
| الحدث                   | الفئة    | الوقت   |    | الاسم             | البلد    | التاريخ       | الألعاب    | الموقع | م. |
| ----------------------- | -------- | ------- | -- | ----------------- | -------- | ------------- | ---------- | ------ | -- |
| 200 متر سباحة على الصدر | إس بي 11 | 2:42.56 | WR | كريستيان بوندجارد | الدنمارك | 1996 أغسطس 23 | ألعاب 1996 |        |    |
| 200 متر سباحة على الصدر | إس بي 12 | 2:35.21 |    | كينغسلي بوغارين   | أستراليا | 1996 أغسطس 23 | ألعاب 1996 |        |    |
| 200 متر سباحة على الصدر | إس بي 13 | 2:33.82 | WR | نويل بيدرسن       | النرويج  | 1996 أغسطس 23 | ألعاب 1996 |        |    |

### 50 متر فراشة
| الحدث        | الفئة | الوقت   |    | الاسم        | البلد    | التاريخ        | الألعاب    | الموقع                  | م.     |
| ------------ | ----- | ------- | -- | ------------ | -------- | -------------- | ---------- | ----------------------- | ------ |
| 50 متر فراشة | إس 3  | 1:11.23 |    | أندريه زاتكو | سلوفاكيا | 1996 أغسطس 18  | ألعاب 1996 |                         |        |
| 50 متر فراشة | إس 4  | 40.48   |    | داركو دوريك  | سلوفينيا | 7 سبتمبر 2012  | ألعاب 2012 |                         | [ 67 ] |
| 50 متر فراشة | إس 5  | 30.28   | WR | قوه جينتشنغ  | الصين    | 6 سبتمبر 2024  | ألعاب 2024 | باريس، فرنسا            | [ 68 ] |
| 50 متر فراشة | إس 6  | 29.89   | WR | شو تشينغ     | الصين    | 9 سبتمبر 2016  | ألعاب 2016 | ريو دي جانيرو، البرازيل | [ 69 ] |
| 50 متر فراشة | إس 7  | 28.41   | WR | بان شيون     | الصين    | 12 سبتمبر 2016 | ألعاب 2016 | ريو دي جانيرو، البرازيل | [ 70 ] |

### 100 متر فراشة
| الحدث         | الفئة | الوقت   |    | الاسم           | البلد         | التاريخ       | الألعاب    | الموقع                  | م.     |
| ------------- | ----- | ------- | -- | --------------- | ------------- | ------------- | ---------- | ----------------------- | ------ |
| 100 متر فراشة | إس 8  | 59.19   | WR | سونغ ماودانغ    | الصين         | 9 سبتمبر 2016 | ألعاب 2016 | ريو دي جانيرو، البرازيل | [ 71 ] |
| 100 متر فراشة | إس 9  | 57.19   | WR | ويليام مارتن    | أستراليا      | 2 سبتمبر 2021 | ألعاب 2020 | طوكيو، اليابان          | [ 72 ] |
| 100 متر فراشة | إس 10 | 54.15   | WR | ماكسيم كريباك   | أوكرانيا      | 31 أغسطس 2021 | ألعاب 2020 | طوكيو، اليابان          | [ 73 ] |
| 100 متر فراشة | إس 11 | 1:00.90 |    | كييتشي كيمورا   | اليابان       | 6 سبتمبر 2024 | ألعاب 2024 | باريس، فرنسا            | [ 74 ] |
| 100 متر فراشة | إس 12 | 56.90   |    | رامان ماكاراو   | بيلاروس       | 9 سبتمبر 2008 | ألعاب 2008 | بكين، الصين             | [ 75 ] |
| 100 متر فراشة | إس 13 | 53.80   |    | إيهار بوكي      | روسيا البيضاء | 25 أغسطس 2021 | ألعاب 2020 | طوكيو، اليابان          | [ 76 ] |
| 100 متر فراشة | إس 14 | 54.61   |    | ألكسندر هيلهاوس | الدنمارك      | 29 أغسطس 2024 | ألعاب 2024 | باريس، فرنسا            | [ 77 ] |

### 150 متر فردي متنوع
| الحدث                      | الفئة | الوقت   |    | الاسم          | البلد    | التاريخ        | الألعاب    | الموقع                  | م.     |
| -------------------------- | ----- | ------- | -- | -------------- | -------- | -------------- | ---------- | ----------------------- | ------ |
| 150 متر سباحة فردية متنوعة | SM2   | 3:14.02 | WR | غابرييل أراوخو | البرازيل | 1 سبتمبر 2024  | ألعاب 2024 | باريس، فرنسا            | [ 78 ] |
| 150 متر سباحة فردية متنوعة | SM3   | 2:40.19 | WR | هوانغ وينبان   | الصين    | 16 سبتمبر 2016 | ألعاب 2016 | ريو دي جانيرو، البرازيل | [ 79 ] |
| 150 متر سباحة فردية متنوعة | SM4   | 2:21.17 | WR | رومان جدانوف   | آر بي سي | 28 أغسطس 2021  | ألعاب 2020 | طوكيو، اليابان          | [ 80 ] |

### 200 متر فردي متنوع
| الحدث                      | الفئة    | الوقت   |    | الاسم           | البلد                            | التاريخ        | الألعاب    | الموقع                  | م.     |
| -------------------------- | -------- | ------- | -- | --------------- | -------------------------------- | -------------- | ---------- | ----------------------- | ------ |
| 200 متر سباحة فردية متنوعة | إس إم 5  | 2:48.56 |    | قوه جينتشنغ     | الصين                            | 30 أغسطس 2024  | ألعاب 2024 | باريس، فرنسا            | [ 81 ] |
| 200 متر سباحة فردية متنوعة | إس إم 6  | 2:37.31 | WR | يانغ هونغ       | الصين                            | 30 أغسطس 2024  | ألعاب 2024 | باريس، فرنسا            | [ 82 ] |
| 200 متر سباحة فردية متنوعة | إس إم 7  | 2:29.01 |    | مارك ماليار     | إسرائيل                          | 27 أغسطس 2021  | ألعاب 2020 | طوكيو، اليابان          | [ 83 ] |
| 200 متر سباحة فردية متنوعة | إس إم 8  | 2:20.01 | WR | أوليفر هيند     | بريطانيا العظمى                  | 12 سبتمبر 2016 | ألعاب 2016 | ريو دي جانيرو، البرازيل | [ 84 ] |
| 200 متر سباحة فردية متنوعة | إس إم 9  | 2:13.31 |    | تيموثي هودج     | أستراليا                         | 5 سبتمبر 2024  | ألعاب 2024 | باريس، فرنسا            | [ 85 ] |
| 200 متر سباحة فردية متنوعة | إس إم 10 | 2:05.68 |    | ماكسيم كريباك   | أوكرانيا                         | 3 سبتمبر 2021  | ألعاب 2020 | طوكيو، اليابان          | [ 86 ] |
| 200 متر سباحة فردية متنوعة | إس إم 11 | 2:18.36 |    | روجير دورزمان   | هولندا                           | 3 سبتمبر 2024  | ألعاب 2024 | باريس، فرنسا            | [ 87 ] |
| 200 متر سباحة فردية متنوعة | SM12     | 2:11.12 |    | دانيلو تشوفاروف | أوكرانيا                         | 10 سبتمبر 2016 | ألعاب 2016 | ريو دي جانيرو، البرازيل |        |
| 200 متر سباحة فردية متنوعة | إس إم 13 | 2:02.03 | WR | إيهار بوكي      | الرياضيون البارالمبيون المحايدين | 3 سبتمبر 2024  | ألعاب 2024 | باريس، فرنسا            | [ 88 ] |
| 200 متر سباحة فردية متنوعة | إس إم 14 | 2:06.05 |    | نيكولاس بينيت   | كندا                             | 4 سبتمبر 2024  | ألعاب 2024 | باريس، فرنسا            | [ 89 ] |

### 400 متر فردي متنوع
| الحدث                      | الفئة    | الوقت   |    | الاسم        | البلد            | التاريخ        | الألعاب    | الموقع | م. |
| -------------------------- | -------- | ------- | -- | ------------ | ---------------- | -------------- | ---------- | ------ | -- |
| 400 متر سباحة فردية متنوعة | إس إم 11 | 5:04.31 | WR | جون مورغان   | الولايات المتحدة | 1992 سبتمبر 11 | ألعاب 1992 |        |    |
| 400 متر سباحة فردية متنوعة | SM12     | 5:06.77 |    | جون مورغان   | الولايات المتحدة | 1984 يونيو     | ألعاب 1984 |        |    |
| 400 متر سباحة فردية متنوعة | إس إم 13 | 5:05.47 |    | مايكل إدجسون | كندا             | 1992 سبتمبر 11 | ألعاب 1992 |        |    |

### سباقات التتابع الحرة
| الحدث                       | الفئة   | الوقت   |    | الاسم | البلد    | التاريخ        | الألعاب    | الموقع         | م.     |
| --------------------------- | ------- | ------- | -- | --- | -------- | -------------- | ---------- | -------------- | ------ |
| سباق التتابع الحر 4×50 متر  | 20 نقطة | 2:18.15 | WR | - دو جيانبينغ - تانغ يوان - هو جونكوان - يانغ يوانرون                                                              | الصين    | 11 سبتمبر 2008 | ألعاب 2008 |                | [ 90 ] |
| سباق التتابع الحر 4×100 متر | 34 نقطة | 3:44.31 | WR | - روان كراذرز (إس 10) (51.35) - ويل مارتن (إس 9) (54.53) - مات لافي (إس بي 7) (1:01.30) - بن بوبهام (إس 8) (57.13) | أستراليا | 30 أغسطس 2021  | ألعاب 2020 | طوكيو، اليابان | [ 91 ] |
| سباق التتابع الحر 4×100 متر | 49 نقطة | 3:45.97 |    | - دميترو كوزمين - سيرجي ديمتشوك - سيرجي كليبرت - دميترو أليكسييف                                                   | أوكرانيا | 2004 سبتمبر 23 | ألعاب 2004 |                |        |
| سباق التتابع الحر 4×100 متر | إس 14   | 3:52.84 |    | |          |                |            |                |        |

### سباقات التتابع المتنوعة
| الحدث                          | الفئة   | الوقت   |    | الاسم | البلد    | التاريخ        | الألعاب    | الموقع                  | م.     |
| ------------------------------ | ------- | ------- | -- | --- | -------- | -------------- | ---------- | ----------------------- | ------ |
| سباق التتابع المتنوع 4×50 متر  | 20 نقطة | 2:33.15 | WR | - دو جيانبينغ - يوان تانغ - شو تشينغ - يانغ يوانرون                                                                   | الصين    | 15 سبتمبر 2008 | ألعاب 2008 | بكين، الصين             | [ 92 ] |
| سباق التتابع المتنوع 4×100 متر | 34 نقطة | 4:06.44 |    | - تشو كونغ (إس 8) (1:03.08) - لين فورونج (إس بي 9) (1:07.08) - سونغ ماودانغ (إس 8) (59.86) - وانغ ينان (إس 8) (56.42) | الصين    | 17 سبتمبر 2016 | ألعاب 2016 | ريو دي جانيرو، البرازيل | [ 93 ] |
| سباق التتابع المتنوع 4×100 متر | 49 نقطة | 4:13.65 |    | - سيرجي كليبرت - أولكسندر ماشينكو - سيرجي ديميتشوك - دميترو أليكسييف                                                  | أوكرانيا | 27 سبتمبر 2004 | ألعاب 2004 | أثينا، اليونان          |        |
| سباق التتابع المتنوع 4×100 متر | إس 14   | 4:31.26 |    | |          |                |            |                         |        |

## سجلات السيدات

### 50 متر سباحة حرة
| الحدث            | الفئة | الوقت   |       | الاسم               | البلد            | التاريخ        | الألعاب    | الموقع                  | م.      |
| ---------------- | ----- | ------- | ----- | ------------------- | ---------------- | -------------- | ---------- | ----------------------- | ------- |
| 50 متر سباحة حرة | إس 1  | 1:28.74 |       | دانييل واتس         | بريطانيا العظمى  | 13 سبتمبر 2008 | ألعاب 2008 | بكين، الصين             |         |
| 50 متر سباحة حرة | إس 2  | 1:07.56 | h, †  | غانا إليسافيتسكا    | أوكرانيا         | 3 سبتمبر 2012  | ألعاب 2012 | لندن، المملكة المتحدة   |         |
| 50 متر سباحة حرة | إس 3  | 40.03   | WR    | ليان سميث           | الولايات المتحدة | 6 سبتمبر 2024  | ألعاب 2024 | باريس، فرنسا            | [ 94 ]  |
| 50 متر سباحة حرة | إس 4  | 38.61   | h     | ليديا فييرا دا كروز | البرازيل         | 6 سبتمبر 2024  | ألعاب 2024 | باريس، فرنسا            | [ 95 ]  |
| 50 متر سباحة حرة | إس 5  | 35.83   | †     | تلي كيرني           | بريطانيا العظمى  | 26 أغسطس 2021  | ألعاب 2020 | طوكيو، اليابان          | [ 96 ]  |
| 50 متر سباحة حرة | إس 6  | 32.59   |       | جيانغ يويان         | الصين            | 29 أغسطس 2024  | ألعاب 2024 | باريس، فرنسا            | [ 97 ]  |
| 50 متر سباحة حرة | إس 7  | 32.42   |       | ماكنزي كوان         | الولايات المتحدة | 9 سبتمبر 2016  | ألعاب 2016 | ريو دي جانيرو، البرازيل | [ 98 ]  |
| 50 متر سباحة حرة | إس 8  | 29.73   |       | ماديسون إليوت       | أستراليا         | 16 سبتمبر 2016 | ألعاب 2016 | ريو دي جانيرو، البرازيل | [ 99 ]  |
| 50 متر سباحة حرة | إس 9  | 27.28   | h, WR | كريستي رالي كروسلي  | الولايات المتحدة | 29 أغسطس 2024  | ألعاب 2024 | باريس، فرنسا            | [ 100 ] |
| 50 متر سباحة حرة | إس 10 | 27.10   | WR    | تشين يي             | الصين            | 29 أغسطس 2024  | ألعاب 2024 | باريس، فرنسا            | [ 101 ] |
| 50 متر سباحة حرة | إس 11 | 28.96   | WR    | ما جيا              | الصين            | 31 أغسطس 2024  | ألعاب 2024 | باريس، فرنسا            | [ 102 ] |
| 50 متر سباحة حرة | إس 12 | 26.71   |       | كارول سانتياغو      | البرازيل         | 2 سبتمبر 2024  | ألعاب 2024 | باريس، فرنسا            | [ 103 ] |
| 50 متر سباحة حرة | إس 13 | 27.06   |       | آنا كريفشينا        | آر بي سي         | 29 أغسطس 2021  | ألعاب 2020 | طوكيو، اليابان          |         |

### 100 متر سباحة حرة
| الحدث             | الفئة | الوقت   |    | الاسم              | البلد                            | التاريخ        | الألعاب    | الموقع                  | م.      |
| ----------------- | ----- | ------- | -- | ------------------ | -------------------------------- | -------------- | ---------- | ----------------------- | ------- |
| 100 متر سباحة حرة | إس 1  | 3:17.54 |    | إليف إلديم         | تركيا                            | 30 أغسطس 2021  | ألعاب 2020 | طوكيو، اليابان          |         |
| 100 متر سباحة حرة | إس 2  | 2:03.84 |    | تيريزا بيراليس     | إسبانيا                          | 3 سبتمبر 2024  | ألعاب 2024 | باريس، فرنسا            | [ 104 ] |
| 100 متر سباحة حرة | إس 3  | 1:28.81 |    | ليان سميث          | الولايات المتحدة                 | 3 سبتمبر 2024  | ألعاب 2024 | باريس، فرنسا            | [ 105 ] |
| 100 متر سباحة حرة | إس 4  | 1:25.78 | h  | تانيا شولز         | ألمانيا                          | 30 أغسطس 2024  | ألعاب 2024 | باريس، فرنسا            | [ 106 ] |
| 100 متر سباحة حرة | إس 5  | 1:14.39 |    | تلي كيرني          | بريطانيا العظمى                  | 26 أغسطس 2021  | ألعاب 2020 | طوكيو، اليابان          | [ 107 ] |
| 100 متر سباحة حرة | إس 6  | 1:09.68 | WR | جيانغ يويان        | الصين                            | 4 سبتمبر 2024  | ألعاب 2024 | باريس، فرنسا            | [ 108 ] |
| 100 متر سباحة حرة | إس 7  | 1:09.21 |    | جوليا ترزي         | إيطاليا                          | 31 أغسطس 2021  | ألعاب 2020 | طوكيو، اليابان          | [ 109 ] |
| 100 متر سباحة حرة | إس 8  | 1:04.73 |    | ماديسون إليوت      | أستراليا                         | 11 سبتمبر 2016 | ألعاب 2016 | ريو دي جانيرو، البرازيل | [ 110 ] |
| 100 متر سباحة حرة | إس 9  | 59.53   | WR | أليكسا ليري        | أستراليا                         | 4 سبتمبر 2024  | ألعاب 2024 | باريس، فرنسا            | [ 111 ] |
| 100 متر سباحة حرة | إس 10 | 58.14   | WR | أوريلي ريفارد      | كندا                             | 28 أغسطس 2021  | ألعاب 2020 | طوكيو، اليابان          | [ 112 ] |
| 100 متر سباحة حرة | إس 11 | 1:04.88 | WR | داريا لوكيانينكو   | الرياضيون البارالمبيون المحايدين | 7 سبتمبر 2024  | ألعاب 2024 | باريس، فرنسا            | [ 113 ] |
| 100 متر سباحة حرة | إس 12 | 58.41   | WR | أوكسانا سافتشينكو  | روسيا                            | 4 سبتمبر 2012  | ألعاب 2012 | لندن، المملكة المتحدة   | [ 24 ]  |
| 100 متر سباحة حرة | إس 13 | 58.87   |    | فاليري جراند ميزون | كندا                             | 2008 سبتمبر 10 | ألعاب 2008 | بكين، الصين             |         |

### 200 متر سباحة حرة
| الحدث             | الفئة | الوقت   |       | الاسم             | البلد           | التاريخ        | الألعاب    | الموقع                  | م.      |
| ----------------- | ----- | ------- | ----- | ----------------- | --------------- | -------------- | ---------- | ----------------------- | ------- |
| 200 متر سباحة حرة | إس 3  | 4:20.73 |       | باتريشيا فالي     | المكسيك         | 2000 Oct 23    | ألعاب 2000 |                         |         |
| 200 متر سباحة حرة | إس 4  | 3:08.53 | h     | تانيا شولتز       | ألمانيا         | 29 أغسطس 2024  | ألعاب 2024 | باريس، فرنسا            | [ 114 ] |
| 200 متر سباحة حرة | إس 5  | 2:44.61 |       | بياتريس هيس       | فرنسا           | 23 أكتوبر 2000 | ألعاب 2000 |                         |         |
| 200 متر سباحة حرة | إس 6  | 2:35.09 | †, WR | يليزافيتا ميريشكو | أوكرانيا        | 13 سبتمبر 2016 | ألعاب 2016 | ريو دي جانيرو، البرازيل | [ 115 ] |
| 200 متر سباحة حرة | إس 7  | 2:26.44 | †, WR | جاكلين فريني      | أستراليا        | 6 سبتمبر 2012  | ألعاب 2012 | لندن، المملكة المتحدة   |         |
| 200 متر سباحة حرة | إس 11 | 2:33.32 | †, h  | دانييلا شولتي     | ألمانيا         | 7 سبتمبر 2012  | ألعاب 2012 | لندن، المملكة المتحدة   |         |
| 200 متر سباحة حرة | إس 12 | 2:15.94 | †     | أوكسانا سافتشينكو | روسيا           | 30 أغسطس 2012  | ألعاب 2012 | لندن، المملكة المتحدة   |         |
| 200 متر سباحة حرة | إس 14 | 2:03.30 |       | بيثاني فيرث       | بريطانيا العظمى | 11 سبتمبر 2016 | ألعاب 2016 | ريو دي جانيرو، البرازيل | [ 116 ] |

### 400 متر سباحة حرة
| الحدث             | الفئة | الوقت   |    | الاسم             | البلد            | التاريخ        | الألعاب    | الموقع                  | م.      |
| ----------------- | ----- | ------- | -- | ----------------- | ---------------- | -------------- | ---------- | ----------------------- | ------- |
| 400 متر سباحة حرة | إس 6  | 5:04.57 | WR | جيانغ يويان       | الصين            | 2 سبتمبر 2021  | ألعاب 2020 | طوكيو، اليابان          | [ 117 ] |
| 400 متر سباحة حرة | إس 7  | 4:53.88 |    | مورغان ستيكني     | الولايات المتحدة | 2 سبتمبر 2024  | ألعاب 2024 | باريس، فرنسا            | [ 118 ] |
| 400 متر سباحة حرة | إس 8  | 4:40.33 | WR | ليكيشا باترسون    | أستراليا         | 8 سبتمبر 2016  | ألعاب 2016 | ريو دي جانيرو، البرازيل | [ 119 ] |
| 400 متر سباحة حرة | إس 9  | 4:23.81 | WR | ناتالي دو تويت    | جنوب إفريقيا     | 2008 سبتمبر 12 | ألعاب 2008 |                         |         |
| 400 متر سباحة حرة | إس 10 | 4:24.08 | WR | أوريلي ريفارد     | كندا             | 1 سبتمبر 2021  | ألعاب 2020 | طوكيو، اليابان          | [ 120 ] |
| 400 متر سباحة حرة | إس 11 | 4:54.49 | WR | أناستازيا باغونيس | الولايات المتحدة | 26 أغسطس 2021  | ألعاب 2020 | طوكيو، اليابان          | [ 121 ] |
| 400 متر سباحة حرة | إس 12 | 4:36.17 |    | آنا ستيتسينكو     | أوكرانيا         | 31 أغسطس 2024  | ألعاب 2024 | باريس، فرنسا            | [ 122 ] |
| 400 متر سباحة حرة | إس 13 | 4:19.59 | WR | ريبيكا ريدفيرن    | الولايات المتحدة | 12 سبتمبر 2016 | ألعاب 2016 | ريو دي جانيرو، البرازيل | [ 123 ] |

### 50 متر سباحة على الظهر
| الحدث                   | الفئة | الوقت   |       | الاسم            | البلد    | التاريخ        | الألعاب    | الموقع                  | م.      |
| ----------------------- | ----- | ------- | ----- | ---------------- | -------- | -------------- | ---------- | ----------------------- | ------- |
| 50 مترًا سباحة على الظهر | إس 1  | 1:13.64 |       | غانا إليسافيتسكا | أوكرانيا | 15 سبتمبر 2008 | ألعاب 2008 | بكين، الصين             |         |
| 50 مترًا سباحة على الظهر | إس 2  | 59.38   | †, WR | ييب بين شيو      | سنغافورة | 10 سبتمبر 2016 | ألعاب 2016 | ريو دي جانيرو، البرازيل | [ 124 ] |
| 50 مترًا سباحة على الظهر | إس 3  | 48.49   | WR    | بينغ تشيوبينغ    | الصين    | 10 سبتمبر 2016 | ألعاب 2016 | ريو دي جانيرو، البرازيل | [ 125 ] |
| 50 مترًا سباحة على الظهر | إس 4  | 44.68   | WR    | ليو يو           | الصين    | 3 سبتمبر 2021  | ألعاب 2016 | طوكيو، اليابان          | [ 126 ] |
| 50 مترًا سباحة على الظهر | إس 5  | 37.18   | WR    | لو دونغ          | الصين    | 30 أغسطس 2021  | ألعاب 2020 | طوكيو، اليابان          | [ 127 ] |

### 100 متر سباحة على الظهر
| الحدث                   | الفئة | الوقت   |    | الاسم              | البلد            | التاريخ        | الألعاب    | الموقع                  | م.      |
| ----------------------- | ----- | ------- | -- | ------------------ | ---------------- | -------------- | ---------- | ----------------------- | ------- |
| 100 متر سباحة على الظهر | إس 2  | 2:07.09 | WR | ييب بين شيو        | سنغافورة         | 10 سبتمبر 2016 | ألعاب 2016 | ريو دي جانيرو، البرازيل | [ 128 ] |
| 100 متر سباحة على الظهر | إس 6  | 1:19.44 | WR | جيانغ يويان        | الصين            | 7 سبتمبر 2024  | ألعاب 2024 | باريس، فرنسا            |         |
| 100 متر سباحة على الظهر | إس 7  | 1:21.27 |    | مالوري ويجمان      | الولايات المتحدة | 30 أغسطس 2021  | ألعاب 2020 | طوكيو، اليابان          |         |
| 100 متر سباحة على الظهر | إس 8  | 1:09.06 |    | أليس تاي           | بريطانيا العظمى  | 31 أغسطس 2024  | ألعاب 2024 | باريس، فرنسا            |         |
| 100 متر سباحة على الظهر | إس 9  | 1:07.92 |    | كريستي رالي كروسلي | الولايات المتحدة | 3 سبتمبر 2024  | ألعاب 2024 | باريس، فرنسا            |         |
| 100 متر سباحة على الظهر | إس 10 | 1:05.90 |    | سمر مورتيمر        | كندا             | 4 سبتمبر 2012  | ألعاب 2012 |                         | [ 7 ]   |
| 100 متر سباحة على الظهر | إس 11 | 1:13.46 | WR | كاي ليوين          | الصين            | 28 أغسطس 2021  | ألعاب 2020 | طوكيو، اليابان          |         |
| 100 متر سباحة على الظهر | إس 12 | 1:06.06 | WR | هانا راسل          | بريطانيا العظمى  | 14 سبتمبر 2016 | ألعاب 2016 | ريو دي جانيرو، البرازيل | [ 129 ] |
| 100 متر سباحة على الظهر | إس 13 | 1:04.64 | WR | جيا بيرجوليني      | الولايات المتحدة | 26 أغسطس 2021  | ألعاب 2020 | طوكيو، اليابان          |         |
| 100 متر سباحة على الظهر | إس 14 | 1:04.05 | WR | بيثاني فيرث        | بريطانيا العظمى  | 8 سبتمبر 2016  | ألعاب 2016 | ريو دي جانيرو، البرازيل | [ 130 ] |

### 200 متر سباحة على الظهر
| الحدث                   | الفئة | الوقت   |    | الاسم      | البلد            | التاريخ        | الألعاب    | الموقع | م. |
| ----------------------- | ----- | ------- | -- | ---------- | ---------------- | -------------- | ---------- | ------ | -- |
| 200 متر سباحة على الظهر | إس 11 | 3:20.28 |    | ماري آن لو | بريطانيا العظمى  | 1992 سبتمبر 08 | ألعاب 1992 |        |    |
| 200 متر سباحة على الظهر | إس 12 | 2:31.13 | WR | تريشا زورن | الولايات المتحدة | 1992 سبتمبر 08 | ألعاب 1992 |        |    |

### 50 متر سباحة على الصدر
| الحدث                  | الفئة    | الوقت   |                     | الاسم               | البلد           | التاريخ        | الألعاب    | الموقع                | م.      |
| ---------------------- | -------- | ------- | ------------------- | ------------------- | --------------- | -------------- | ---------- | --------------------- | ------- |
| 50 متر سباحة على الصدر | إس بي 1  | 1:43.89 |                     | لايف تون ليند       | النرويج         | 1992 سبتمبر 08 | ألعاب 1992 |                       |         |
| 50 متر سباحة على الصدر | إس بي 2  | 1:10.37 | h                   | إيلي تشاليس         | بريطانيا العظمى | 31 أغسطس 2021  | ألعاب 2020 | طوكيو، اليابان        |         |
| 50 متر سباحة على الصدر | إس بي 3  | 53.25   |                     | مونيكا بوجيوني      | إيطاليا         | 4 سبتمبر 2024  | ألعاب 2024 | باريس، فرنسا          |         |
| 50 متر سباحة على الصدر | إس بي 5  | 43.48   | †, WR               | كيرستن بروهن        | ألمانيا         | 5 سبتمبر 2012  | ألعاب 2012 | لندن، المملكة المتحدة | [ 131 ] |
| 50 متر سباحة على الصدر | إس بي 11 | 41.18   | †                   | ماجا ريتشارد        | السويد          | 3 سبتمبر 2012  | ألعاب 2012 | لندن، المملكة المتحدة |         |
| 50 متر سباحة على الصدر | إس بي 12 | 35.64   | †                   | كارولينا بيليندريتو | قبرص            | 8 سبتمبر 2012  | ألعاب 2012 | لندن، المملكة المتحدة |         |
| 50 متر سباحة على الصدر | إس بي 13 | 35.64   | †                   | برو وات             | أستراليا        | 8 سبتمبر 2012  | ألعاب 2012 | لندن، المملكة المتحدة |         |
| 50 متر سباحة على الصدر | إس بي 13 | 33.70   | †, WR, not ratified | ريبيكا ريدفيرن      | بريطانيا العظمى | 1 سبتمبر 2021  | ألعاب 2020 | طوكيو، اليابان        |         |

### 100 متر سباحة على الصدر
| الحدث                   | الفئة    | الوقت   |    | الاسم                         | البلد                            | التاريخ        | الألعاب    | الموقع                  | م.      |
| ----------------------- | -------- | ------- | -- | ----------------------------- | -------------------------------- | -------------- | ---------- | ----------------------- | ------- |
| 100 متر سباحة على الصدر | إس بي 4  | 1:43.99 |    | ناتاليا برولوجاييفا           | أوكرانيا                         | 4 سبتمبر 2012  | ألعاب 2012 |                         | [ 24 ]  |
| 100 متر سباحة على الصدر | إس بي 5  | 1:35.03 | h  | كيرستن بروهن                  | ألمانيا                          | 5 سبتمبر 2012  | ألعاب 2012 |                         | [ 131 ] |
| 100 متر سباحة على الصدر | إس بي 6  | 1:31.30 |    | مايسي سامرز نيوتن سامرز نيوتن | بريطانيا العظمى                  | 1 سبتمبر 2024  | ألعاب 2024 | باريس، فرنسا            |         |
| 100 متر سباحة على الصدر | إس بي 7  | 1:26.09 | WR | ماريا بافلوفا                 | الرياضيون البارالمبيون المحايدين | 5 سبتمبر 2024  | ألعاب 2024 | باريس، فرنسا            |         |
| 100 متر سباحة على الصدر | إس بي 8  | 1:17.17 |    | أوليسيا فلاديكينا             | روسيا                            | 1 سبتمبر 2012  | ألعاب 2012 |                         | [ 12 ]  |
| 100 متر سباحة على الصدر | إس بي 9  | 1:10.99 | WR | شانتال زيجديرفيلد             | هولندا                           | 26 أغسطس 2021  | ألعاب 2020 | طوكيو، اليابان          |         |
| 100 متر سباحة على الصدر | إس بي 11 | 1:18.31 | WR | داريا لوكيانينكو              | الرياضيون البارالمبيون المحايدين | 5 سبتمبر 2024  | ألعاب 2024 | باريس، فرنسا            |         |
| 100 متر سباحة على الصدر | إس بي 12 | 1:12.54 | WR | إيلينا كراوزوف                | ألمانيا                          | 5 سبتمبر 2024  | ألعاب 2024 | باريس، فرنسا            |         |
| 100 متر سباحة على الصدر | إس بي 13 | 1:12.45 |    | فوتيماخون أميلوفا             | أوزبكستان                        | 11 سبتمبر 2016 | ألعاب 2016 | ريو دي جانيرو، البرازيل | [ 132 ] |
| 100 متر سباحة على الصدر | SB14     | 1:12.02 | WR | ميشيل ألونسو                  | إسبانيا                          | 29 أغسطس 2021  | ألعاب 2020 | طوكيو، اليابان          | [ 133 ] |

### 200 متر سباحة على الصدر
| الحدث                   | الفئة    | الوقت   |  | الاسم               | البلد            | التاريخ        | الألعاب                 | الموقع | م. |
| ----------------------- | -------- | ------- |  | ------------------- | ---------------- | -------------- | ----------------------- | ------ | -- |
| 200 متر سباحة على الصدر | إس بي 11 | 3:13.19 |  | ماجدالينا تجيرنبيرج | السويد           | 1988 Oct 18    | ألعاب 1998 [الإنجليزية] |        |    |
| 200 متر سباحة على الصدر | إس بي 12 | 3:04.16 |  | تريشا زورن          | الولايات المتحدة | 1992 سبتمبر 06 | ألعاب 1992              |        |    |
| 200 متر سباحة على الصدر | إس بي 13 | 3:03.24 |  | غابرييل تجيرنبرغ    | السويد           | 1988 Oct 18    | ألعاب 1998 [الإنجليزية] |        |    |

### 50 متر فراشة
| الحدث        | الفئة | الوقت |    | الاسم                  | البلد   | التاريخ        | الألعاب    | الموقع         | م.      |
| ------------ | ----- | ----- | -- | ---------------------- | ------- | -------------- | ---------- | -------------- | ------- |
| 50 متر فراشة | إس 3  | 58.84 |    | باتريشيا فالي          | المكسيك | 22 سبتمبر 2004 | ألعاب 2004 | أثينا، اليونان |         |
| 50 متر فراشة | إس 4  | 40.22 | WR | مارتا فرنانديز إنفانتي | إسبانيا | 27 أغسطس 2021  | ألعاب 2020 | طوكيو، اليابان | [ 134 ] |
| 50 متر فراشة | إس 5  | 38.17 | WR | لو دونغ                | الصين   | 6 سبتمبر 2024  | ألعاب 2024 | باريس، فرنسا   |         |
| 50 متر فراشة | إس 6  | 34.56 | h  | جيانغ يويان            | الصين   | 30 أغسطس 2021  | ألعاب 2020 | طوكيو، اليابان | [ 135 ] |
| 50 متر فراشة | إس 7  | 32.99 | WR | دانييل دوريس           | كندا    | 3 سبتمبر 2021  | ألعاب 2020 | طوكيو، اليابان | [ 136 ] |

### 100 متر فراشة
| الحدث         | الفئة | الوقت   |    | الاسم              | البلد            | التاريخ        | الألعاب    | الموقع                  | م.      |
| ------------- | ----- | ------- | -- | ------------------ | ---------------- | -------------- | ---------- | ----------------------- | ------- |
| 100 متر فراشة | إس 8  | 1:09.04 |    | كاترينا إستومينا   | أوكرانيا         | 9 سبتمبر 2016  | ألعاب 2016 | ريو دي جانيرو، البرازيل | [ 137 ] |
| 100 متر فراشة | إس 9  | 1:05.19 |    | كريستي رالي كروسلي | الولايات المتحدة | 6 سبتمبر 2024  | ألعاب 2024 | باريس، فرنسا            |         |
| 100 متر فراشة | إس 10 | 1:02.65 |    | صوفي باسكوي        | نيوزيلندا        | 12 سبتمبر 2016 | ألعاب 2016 | ريو دي جانيرو، البرازيل | [ 138 ] |
| 100 متر فراشة | إس 11 | 1:20.50 |    | إلين باريت         | بريطانيا العظمى  | 2000 Oct 26    | ألعاب 2000 |                         |         |
| 100 متر فراشة | إس 12 | 1:03.34 |    | جوانا مينداك       | بولندا           | 2008 سبتمبر 9  | ألعاب 2008 |                         |         |
| 100 متر فراشة | إس 13 | 1:02.65 |    | كارلوتا جيلي       | إيطاليا          | 25 أغسطس 2021  | ألعاب 2020 | طوكيو، اليابان          | [ 139 ] |
| 100 متر فراشة | إس 14 | 1:03.00 | WR | بوبي ماسكيل        | بريطانيا العظمى  | 29 أغسطس 2024  | ألعاب 2024 | باريس، فرنسا            |         |

### 150 متر فردي متنوع
| الحدث                      | الفئة | الوقت   |       | الاسم       | البلد   | التاريخ       | الألعاب    | الموقع         | م. |
| -------------------------- | ----- | ------- | ----- | ----------- | ------- | ------------- | ---------- | -------------- | -- |
| 150 متر سباحة فردية متنوعة | SM3   | 2:54.14 |       | تانيا شولتز | ألمانيا | 1 سبتمبر 2024 | ألعاب 2024 | باريس، فرنسا   |    |
| 150 متر سباحة فردية متنوعة | SM4   | 2:39.39 | h, WR | ليو يو      | الصين   | 28 أغسطس 2021 | ألعاب 2020 | طوكيو، اليابان |    |

### 200 متر فردي متنوع
| الحدث                      | الفئة    | الوقت   |    | الاسم                         | البلد                            | التاريخ        | الألعاب    | الموقع                  | م.      |
| -------------------------- | -------- | ------- | -- | ----------------------------- | -------------------------------- | -------------- | ---------- | ----------------------- | ------- |
| 200 متر سباحة فردية متنوعة | إس إم 5  | 3:13.43 | WR | ناتاليا الزياني               | أوكرانيا                         | 31 أغسطس 2012  | ألعاب 2012 |                         | [ 11 ]  |
| 200 متر سباحة فردية متنوعة | إس إم 6  | 2:56.68 |    | مايسي سامرز نيوتن سامرز نيوتن | بريطانيا العظمى                  | 26 أغسطس 2021  | ألعاب 2020 | طوكيو، اليابان          |         |
| 200 متر سباحة فردية متنوعة | إس إم 7  | 2:53.29 |    | مالوري ويجمان                 | الولايات المتحدة                 | 31 أغسطس 2024  | ألعاب 2024 | باريس، فرنسا            |         |
| 200 متر سباحة فردية متنوعة | إس إم 8  | 2:37.09 |    | جيسيكا لونج                   | الولايات المتحدة                 | 5 سبتمبر 2012  | ألعاب 2012 |                         | [ 131 ] |
| 200 متر سباحة فردية متنوعة | إس إم 9  | 2:27.83 |    | ناتالي دو تويت                | جنوب إفريقيا                     | 2008 سبتمبر 11 | ألعاب 2008 |                         |         |
| 200 متر سباحة فردية متنوعة | إس إم 10 | 2:24.85 | WR | شانتال زيجديرفيلد             | هولندا                           | 3 سبتمبر 2021  | ألعاب 2020 | طوكيو، اليابان          |         |
| 200 متر سباحة فردية متنوعة | إس إم 11 | 2:37.77 | WR | داريا لوكيانينكو              | الرياضيون البارالمبيون المحايدين | 3 سبتمبر 2024  | ألعاب 2024 | باريس، فرنسا            |         |
| 200 متر سباحة فردية متنوعة | SM12     | 2:28.00 |    | أوكسانا سافتشينكو             | روسيا                            | 3 سبتمبر 2012  | ألعاب 2012 | لندن، المملكة المتحدة   | [ 9 ]   |
| 200 متر سباحة فردية متنوعة | إس إم 13 | 2:21.44 | WR | كارلوتا جيلي                  | إيطاليا                          | 30 أغسطس 2021  | ألعاب 2020 | طوكيو، اليابان          | [ 140 ] |
| 200 متر سباحة فردية متنوعة | إس 14    | 2:19.55 |    | بيثاني فيرث                   | بريطانيا العظمى                  | 17 سبتمبر 2016 | ألعاب 2016 | ريو دي جانيرو، البرازيل | [ 141 ] |

### 400 متر فردي متنوع
| الحدث                      | الفئة    | الوقت   |  | الاسم          | البلد            | التاريخ        | الألعاب                 | الموقع | م. |
| -------------------------- | -------- | ------- |  | -------------- | ---------------- | -------------- | ----------------------- | ------ | -- |
| 400 متر سباحة فردية متنوعة | إس إم 11 | 6:51.27 |  | أندريا روسي    | كندا             | 1984 يونيو     | ألعاب 1984              |        |    |
| 400 متر سباحة فردية متنوعة | SM12     | 5:29.76 |  | تريشا زورن     | الولايات المتحدة | 1992 سبتمبر 10 | ألعاب 1992              |        |    |
| 400 متر سباحة فردية متنوعة | إس إم 13 | 5:43.46 |  | ديبرا برانديوي | الولايات المتحدة | 1988 Oct 21    | ألعاب 1998 [الإنجليزية] |        |    |

### سباقات التتابع الحرة
| الحدث                       | الفئة   | الوقت   |    | الاسم | البلد    | التاريخ        | الألعاب    | الموقع                  | م.      |
| --------------------------- | ------- | ------- | -- | --- | -------- | -------------- | ---------- | ----------------------- | ------- |
| سباق التتابع الحر 4×50 متر  | 20 نقطة | 3:00.62 |    | - إريكا نارا - نوريكو كاجيوارا - تاكاكو فوجيتا - مايومي ناريتا                                                                 | اليابان  | 24 سبتمبر 2004 | ألعاب 2004 | أثينا، اليونان          |         |
| سباق التتابع الحر 4×100 متر | 34 نقطة | 4:16.65 | WR | - إيلي كول (إس 9) (1:02.92) - ليكيشا باترسون (إس 8) (1:04.96) - ماديسون إليوت (إس 8) (1:05.10) - أشلي ماكونيل (إس 9) (1:03.67) | أستراليا | 15 سبتمبر 2016 | ألعاب 2016 | ريو دي جانيرو، البرازيل | [ 142 ] |

### سباقات التتابع المتنوعة
| الحدث                          | الفئة   | الوقت   |  | الاسم | البلد           | التاريخ        | الألعاب    | الموقع                  | م.      |
| ------------------------------ | ------- | ------- |  | --- | --------------- | -------------- | ---------- | ----------------------- | ------- |
| سباق التتابع المتنوع 4×50 متر  | 20 نقطة | 3:10.37 |  | - آن سيسيل ليكوين - فيرجيني تريبير - بياتريس هيس - لوديفين لوازو                                                                   | فرنسا           | 28 أكتوبر 2000 | ألعاب 2000 | سيدني، أستراليا         |         |
| سباق التتابع المتنوع 4×100 متر | 34 نقطة | 4:45.23 |  | - أليس تاي (إس 10) (1:10.28) - كلير كاشمور (إس بي 8) (1:20.00) - ستيفاني سلاتر (إس 8) (1:09.74) - ستيفاني ميلوارد (إس 8) (1:05.21) | بريطانيا العظمى | 16 سبتمبر 2016 | ألعاب 2016 | ريو دي جانيرو، البرازيل | [ 143 ] |

## التتابعات المختلطة

### سباقات التتابع الحرة
| الحدث                       | الفئة   | الوقت   |    | الاسم | البلد           | التاريخ       | الألعاب    | الموقع         | م. |
| --------------------------- | ------- | ------- | -- | --- | --------------- | ------------- | ---------- | -------------- | -- |
| سباق التتابع الحر 4×50 متر  | 20 نقطة | 2:14.98 | WR | - بينغ تشيوبينغ (إس 4) (43.13) - يوان وييي (إس 5) (30.63) - جيانغ يويان (إس بي 6) (32.43) - قوه جينتشنغ (إس 5) (28.79)                 | الصين           | 30 أغسطس 2024 | ألعاب 2024 | باريس، فرنسا   |    |
| سباق التتابع الحر 4×100 متر | إس 14   | 3:40.63 | WR | - (51.15) - (57.77) - جيسيكا جين أبليغيت (59.03) - جوردان كاتشبول (52.68)                                                              | بريطانيا العظمى | 28 أغسطس 2021 | ألعاب 2020 | طوكيو، اليابان |    |
| سباق التتابع الحر 4×100 متر | 34 نقطة | 4:01.54 |    | |                 |               |            |                |    |
| سباق التتابع الحر 4×100 متر | 49 نقطة | 3:53.79 |    | - إيلنور غاريبوف (إس 11) (1:01.68) - آنا كريفشينا (إس 13) (58.60) - داريا بيكالوفا (إس 12) (59.06) - فلاديمير سوتنيكوف (إس 13) (54.45) | آر بي سي        | 31 أغسطس 2021 | ألعاب 2020 | طوكيو، اليابان |    |

### سباقات التتابع المتنوعة
| الحدث                          | الفئة   | الوقت   |    | الاسم | البلد    | التاريخ       | الألعاب    | الموقع       | م. |
| ------------------------------ | ------- | ------- | -- | --- | -------- | ------------- | ---------- | ------------ | -- |
| سباق التتابع المتنوع 4×50 متر  | 20 نقطة | 2:24.83 | WR | - لو دونغ (إس 5) (37.18) - تشانغ لي (إس بي 5) (46.64) - وانغ ليتشاو (إس 5) (31.78) - قوه جينتشنغ (إس 5) (29.23)                | الصين    | 5 سبتمبر 2024 | ألعاب 2024 | باريس، فرنسا |    |
| سباق التتابع المتنوع 4×100 متر | 34 نقطة | 4:27.08 |    | - جيسي أونغلس (إس 8) (1:08.18) - تيموثي هودج (إس بي 8) (1:11.66) - إميلي بيكروفت (إس 9) (1:07.36) - أليكسا ليري (إس 9) (59.88) | أستراليا | 2 سبتمبر 2024 | ألعاب 2024 | باريس، فرنسا |    |

## وصلات خارجية
- "IPC Swimming Paralympic Records-Men" (PDF). اللجنة البارالمبية الدولية. 26 أكتوبر 2004. اطلع عليه بتاريخ 2008-09-07.
- "IPC Swimming Paralympic Records-Women" (PDF). اللجنة البارالمبية الدولية. 26 أكتوبر 2004. اطلع عليه بتاريخ 2008-09-07.